# Ray Tomlinson
Raymond Tomlinson (Amsterdam, New York, 2 oktober 1941 – Lincoln, Massachusetts, 5 maart 2016) was de softwareontwikkelaar die in 1971 als eerste een e-mailbericht over een computernetwerk, ARPANET, verzond (daarvoor was het al mogelijk voor gebruikers die op eenzelfde computer waren aangesloten om elektronische berichten uit te wisselen). Dat gebeurde in het programmaatje Sndmsg (Send message), dat Tomlinson uitbreidde. Hij had dus ook een systeem van adresseren nodig, en introduceerde daarvoor het "@"-teken. 
Tomlinson studeerde af aan het Rensselaer Polytechnic Institute in Troy, New York. Hij was een van de technische sleutelfiguren in de ontwikkeling van het door de Amerikaanse regering gefinancierde ARPANET-project, het eerste pakketgeschakeld netwerk, dat werd ontwikkeld en geïnstalleerd door het bedrijf BBN Technologies.
Tomlinson overleed in 2016 op 74-jarige leeftijd.

## Prijzen
- In juni 2009 ontving Tomlinson de Spaanse Prinses van Asturiëprijs voor wetenschappelijk en technologisch onderzoek voor de introductie van het apenstaartje in e-mailadressen.